# Pavillon de l'Arsenal
Pour les articles homonymes, voir Arsenal (homonymie).
Le Pavillon de l’Arsenal est le « Centre d'information, de documentation et d'exposition d'urbanisme et d'architecture de Paris et de la métropole parisienne ». Il est situé 21, boulevard Morland dans le 4e arrondissement de Paris, au sein du quartier de l'Arsenal.

## Historique
Le Pavillon de l’Arsenal a été construit en 1879, sur les plans de l'architecte Clément, sur les lieux d'une ancienne fabrique de poudre (d'où son nom), pour un riche marchand de bois nommé Laurent-Louis Borniche (1801-1883), lequel souhaitait y conserver sa collection de tableaux. Transformé par la suite en entrepôt puis en annexe de la Samaritaine, il a été acquis par la ville de Paris en 1954 pour devenir un dépôt d’archives. La mairie de Paris a fait réaménager le bâtiment par les architectes Reichen et Robert pour y installer le lieu d'exposition actuel, ouvert en 1988. Fondé par Ann-José Arlot sous l'impulsion de Jacques Chirac, premier maire élu de Paris, le Pavillon de l’Arsenal est une association loi de 1901. Il a été dirigé par Ann-José Arlot de 1988 à 2003, par Dominique Alba de mai 2003 à février 2012 puis par Alexandre Labasse jusqu'en janvier 2023. Marion Waller en est la directrice générale depuis février 2023.

## Le Pavillon aujourd'hui
Le Pavillon est divisé en trois espaces occupant en tout 1 300 m2 :

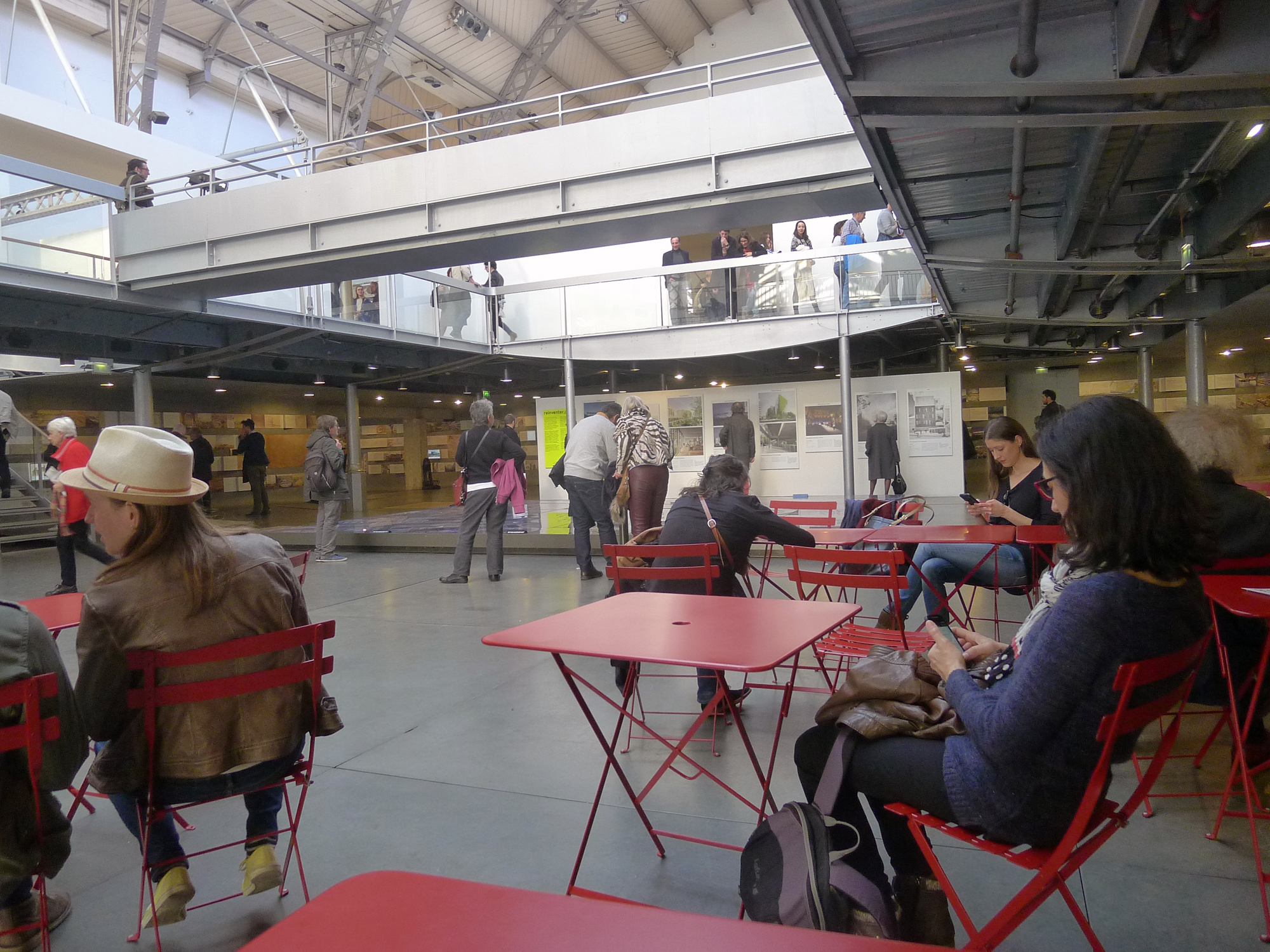
Vue du rez-de-chaussée.

- L’exposition permanente au rez-de-chaussée « Paris, la métropole et ses projets », consacre plus de 800 m2 à l’histoire, l’actualité et au devenir de la métropole parisienne au travers de plus de 1 000 documents d’archives, photos, cartes, plans, films ainsi qu'une maquette numérique de 40 m2 « Paris, métropole 2020 », développée en partenariat avec Google et JCDecaux.
- Le premier étage accueille des expositions temporaires/thématiques sur 600 m2 renouvelées trois fois par an portant sur l'architecture parisienne. Ces expositions ont pour ambition de donner à chaque visiteur des clefs pour comprendre la ville contemporaine, ses évolutions urbaines et ses architectures. Confiées à des historiens, chercheurs ou architectes, ces expositions déclinent les thèmes les plus variés : « L’invention de la tour européenne », « Architecture = durable », « Logement matières de nos villes… ». Lors de l’inauguration de la nouvelle « maquette numérique », une nouvelle exposition, « Habiter 2011 », a été mise en place. Depuis l’ouverture du Pavillon de l’Arsenal, plus de quarante expositions de ce type ont été présentées au public. Les dernières expositions : « Architectures quatre-vingt » (2011), « Les Halles le nouveau cœur de Paris », « Habiter 10.09 / 09.10 », « Weekend RDV avec la vi(ll)e du Nord-Est Pari », « Rendez vous avec la Vi(ll)e » (2010).
- Le deuxième étage présente des sujets d’actualité sur 200 m2, tels que les projets présentés dans le cadre de concours d'architecture situés à Paris et dans la Métropole parisienne.

Ces expositions font régulièrement l’objet de versions itinérantes diffusées dans de nombreux centres d’architecture français et internationaux.
Le Pavillon de l’Arsenal est aussi un éditeur. Avec une dizaine d’ouvrages chaque année, le Pavillon de l’Arsenal prolonge les thématiques de ses expositions, révèle les architectures parisiennes sous d’autres jours et aborde les sujets qui font l’actualité architecturale et urbaine.
Le Pavillon de l’Arsenal est aussi connu pour la qualité de ses conférences. Depuis 1989, plus de deux cents conférences ont donné la parole aux architectes et acteurs de la ville comme Frank O. Gehry, Dominique Perrault, Yona Friedman, Jean Nouvel, Toyo Ito, Daniel Libeskind, Christian de Portzamparc… On peut visionner ces conférences sur l'Arsenal TV, sur le site internet du Pavillon de l’Arsenal et sur Dailymotion.
Le Pavillon de l’Arsenal propose également de nombreux services multimédias accessibles depuis son site internet : un plateforme vidéo proposant plus de 350 vidéos avec notamment les films de la collection Paris Architectures, films documentaires de deux minutes consacrés aux réalisations architecturales remarquables à Paris. Le Pavillon de l’Arsenal a également développé avec Le Moniteur, une base de données communautaires des architectures contemporaines ; Architopik.com regroupe plus de 1 200 projets et réalisations situés en Île-de-France. En 2010, le Pavillon de l’Arsenal a initié le Prix grand public des architectures contemporaines, qui a permis aux internautes de désigner leur bâtiment contemporain préféré en Île-de-France.
Le Pavillon de l'Arsenal abrite également une librairie- boutique consacrée à l'architecture, ainsi qu'un centre de documentation avec photothèque de plus de 70 000 photographies de 1940 à nos jours.

## Ouvrages de référence
Tous ces ouvrages ont été publiés aux Éditions du Pavillon de l'Arsenal (pour certains en coédition avec Picard).

### 2004-2019
- Les routes du futur du Grand Paris, 2019
- Architectures 80, sous la direction de Lionel Engrand et Soline Nivet, 2011
- Œuvres construites 1948-2009, architectures de collection, Paris Ile-de-France, Olivier Cinqualbre, Alexandre Labasse, 2009
- L’invention de la tour européenne, sous la direction d’Ingrid Taillandier et d’Olivier Namias, 2009
- Logement, matière de nos villes, Nasrine Seraji, 2007
- Paris en Ile-de-France, Histoires communes, sous la direction de Bertrand Lemoine, 2006
- Le Paris des maisons, objets trouvés, sous la direction de Luc Baboulet, 2004

### 1988-2003
- L’archipel métropolitain, territoires partagés, sous la direction de Jean-Pierre Pranlas-Descours, 2002
- Identification d’une ville, architectures de Paris, sous la direction d’Eric Lapierre,  2002
- Fernand Pouillon architecte, Jacques Lucan, 2002
- Un atlas parisien, le dessus des cartes, Jean-Paul Robert, Antoine Picon, 1999
- Le béton à Paris, Bernard Marrey, Frank Hammoutène, 1999
- Un point de vue parisien sur les quais, Alexandre Chemetoff, Bertrand Lemoine, 1998
- Paris sous verre, Bernard Marrey, Jacques Ferrier, 1997
- Paris des Faubourgs, sous la direction de Jacques Lucan, 1996
- Paris d'ingénieurs, Marc Mimram, Bertrand Lemoine, 1995
- Eau et gaz à tous les étages, Jacques Lucan, 1992
- Des fortifs au périf, Jean-Louis Cohen, André Lortie, 1992
- Paris Haussmann, Jean des Cars, Pierre Pinon, 1991
- La brique à Paris, Bernard Marrey, Marie-Jeanne Dumont, 1991
- Le fer à Paris, Bernard Marrey, 1989
- Parcs et promenades de Paris, André Lortie, Pierre Schall, 1989
- Paris, la Ville et ses projets, Jean-Louis Cohen, Bruno Fortier, 1988

## Galerie

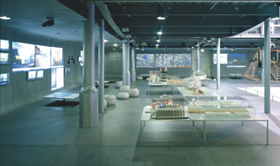
Exposition Paris Visite guidée.
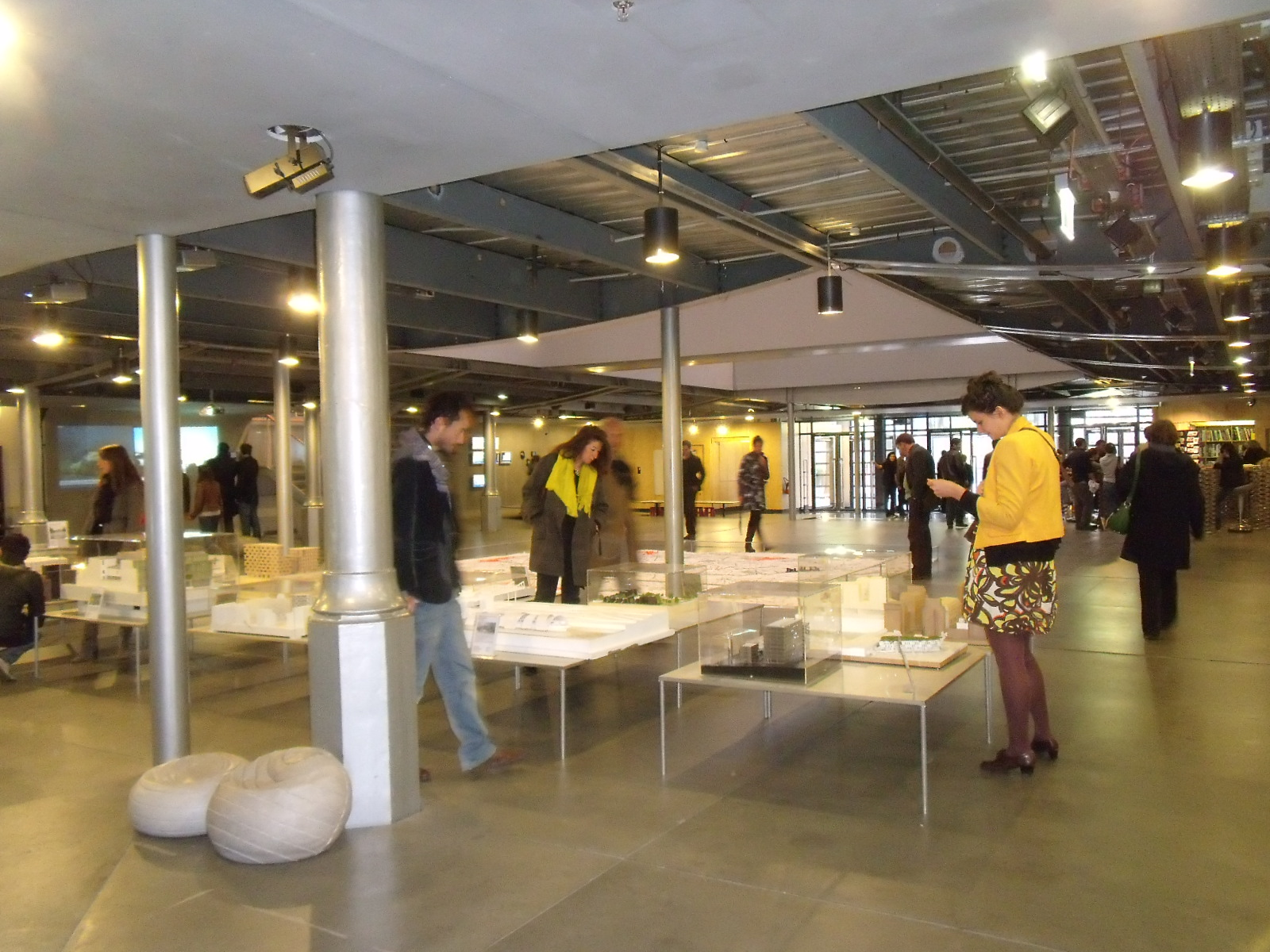
Paris Visite guidée.
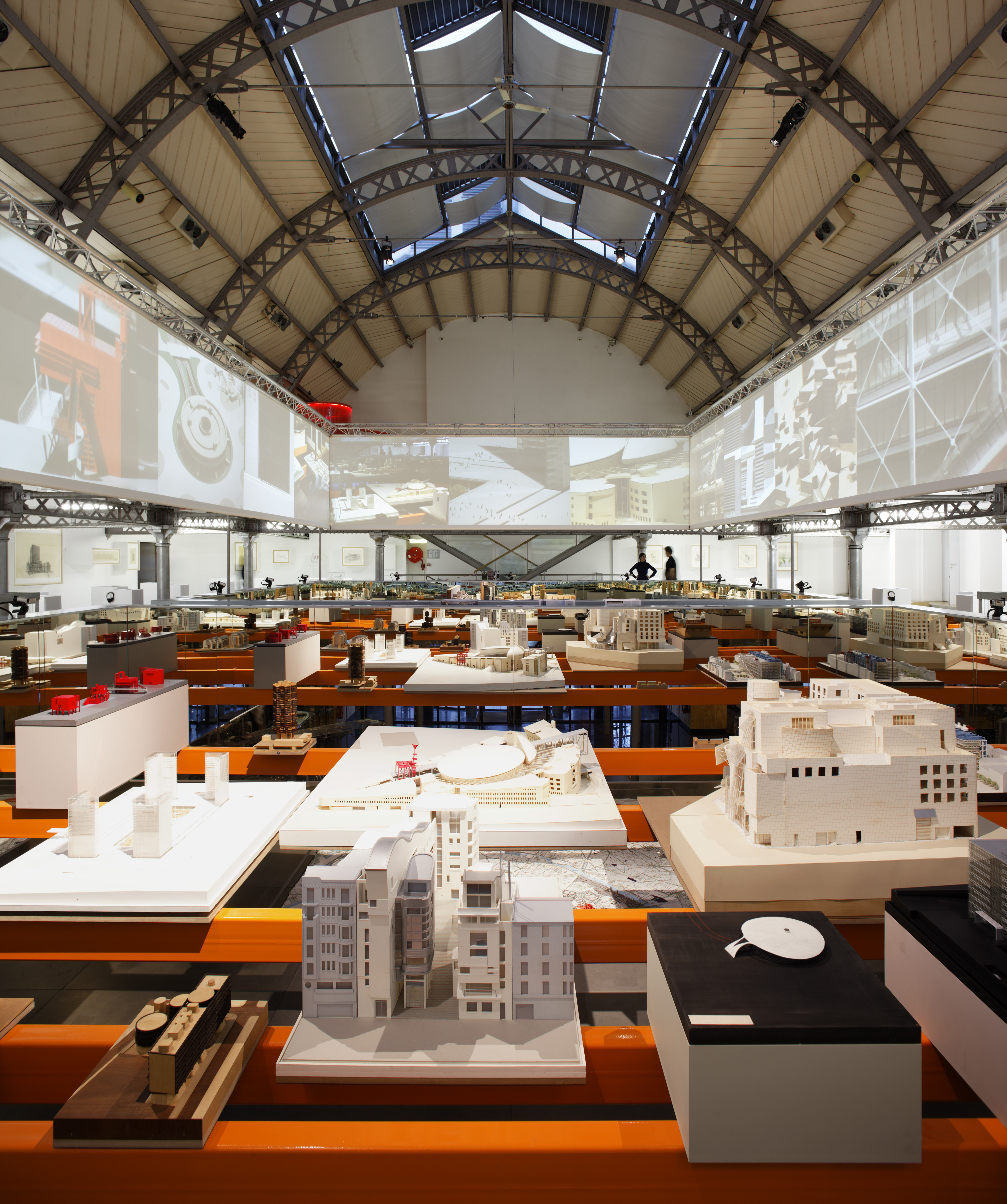
Œuvres construites.
L'invention de la tour européenne.
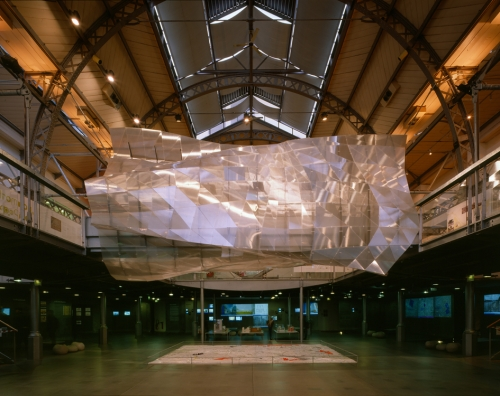
Le tramway l'exposition.
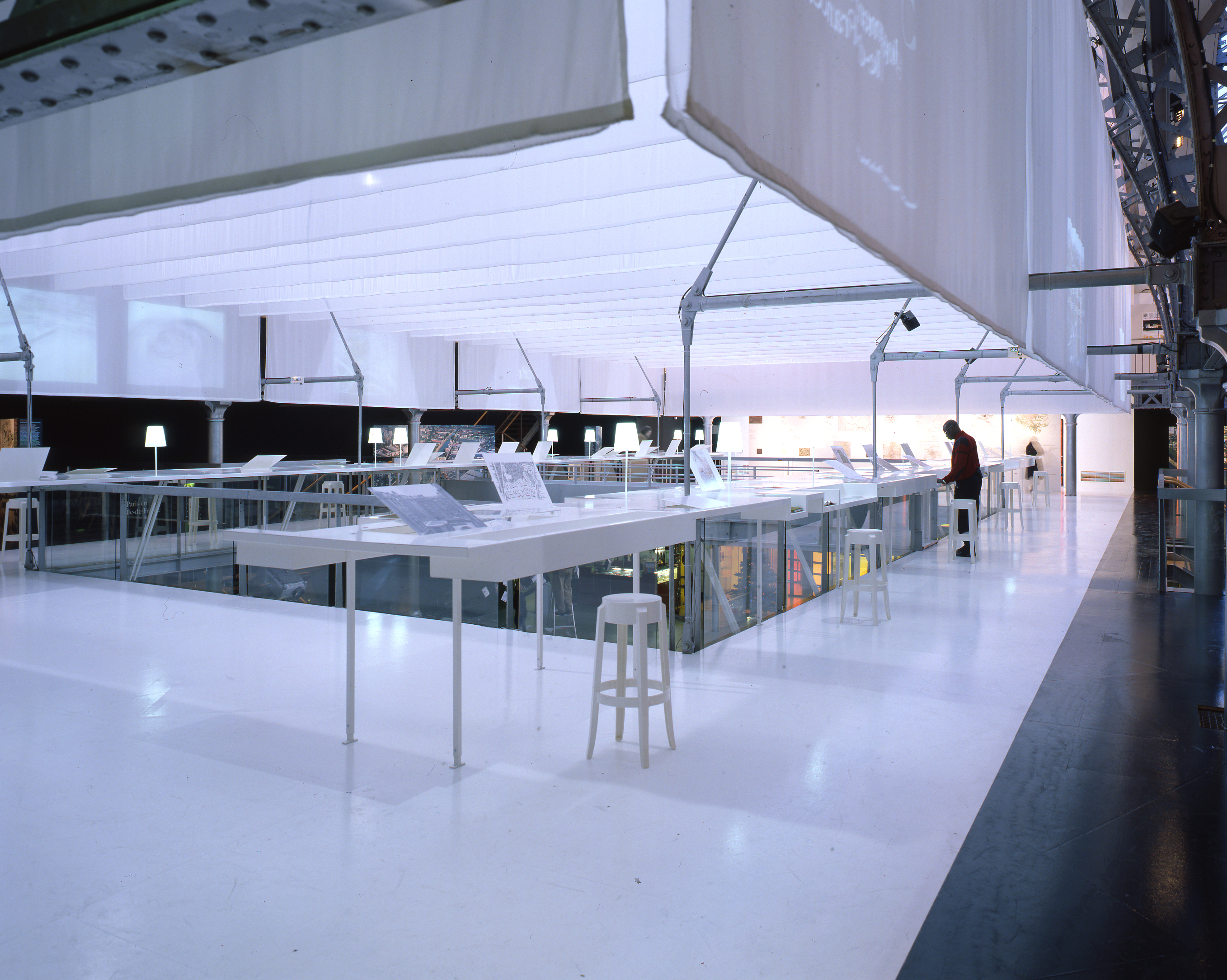
Paris en Île-de-France.
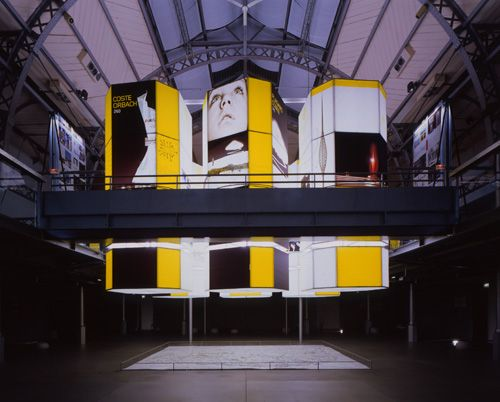
454 projets.
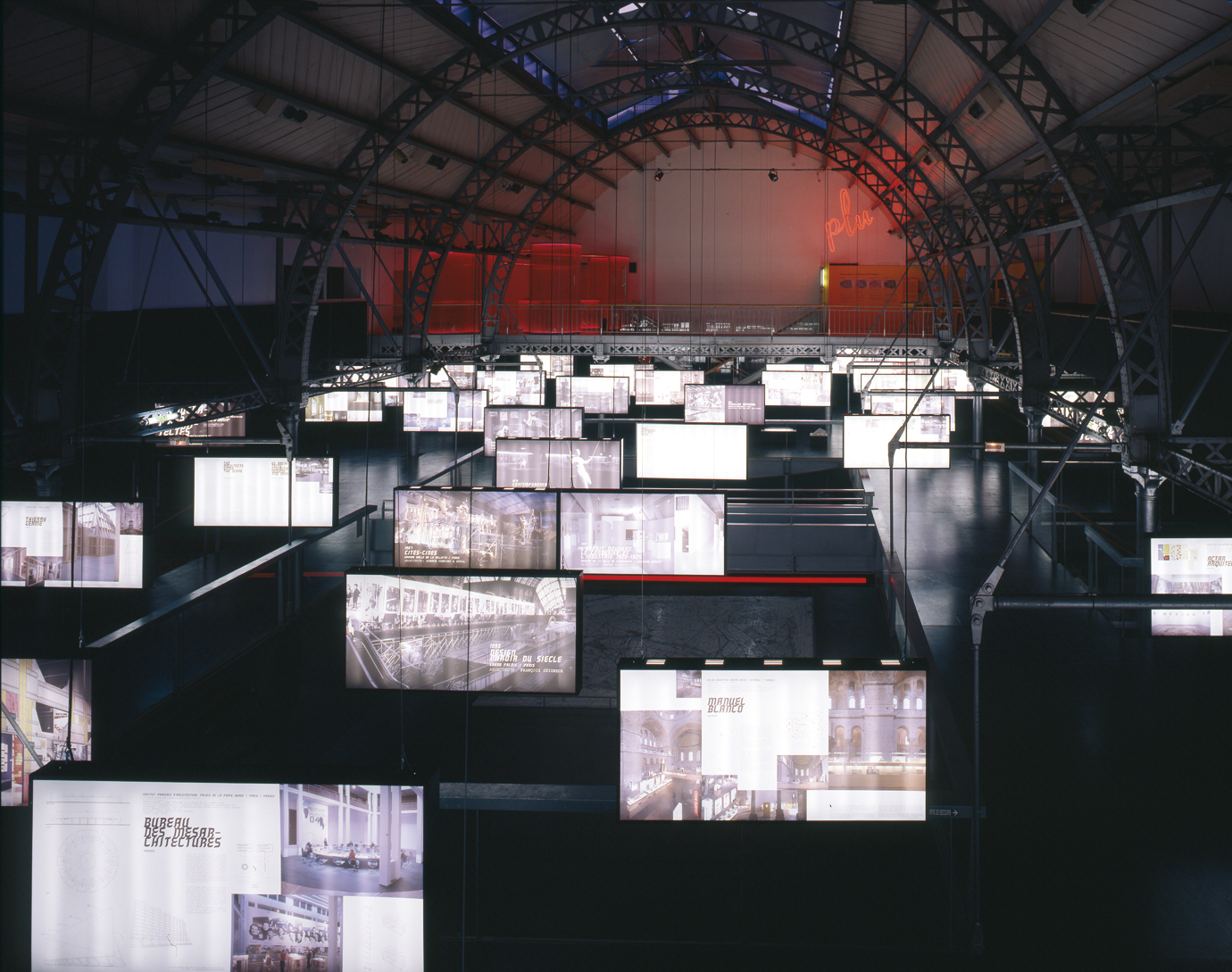
Exposition Scénographie d'architectes.
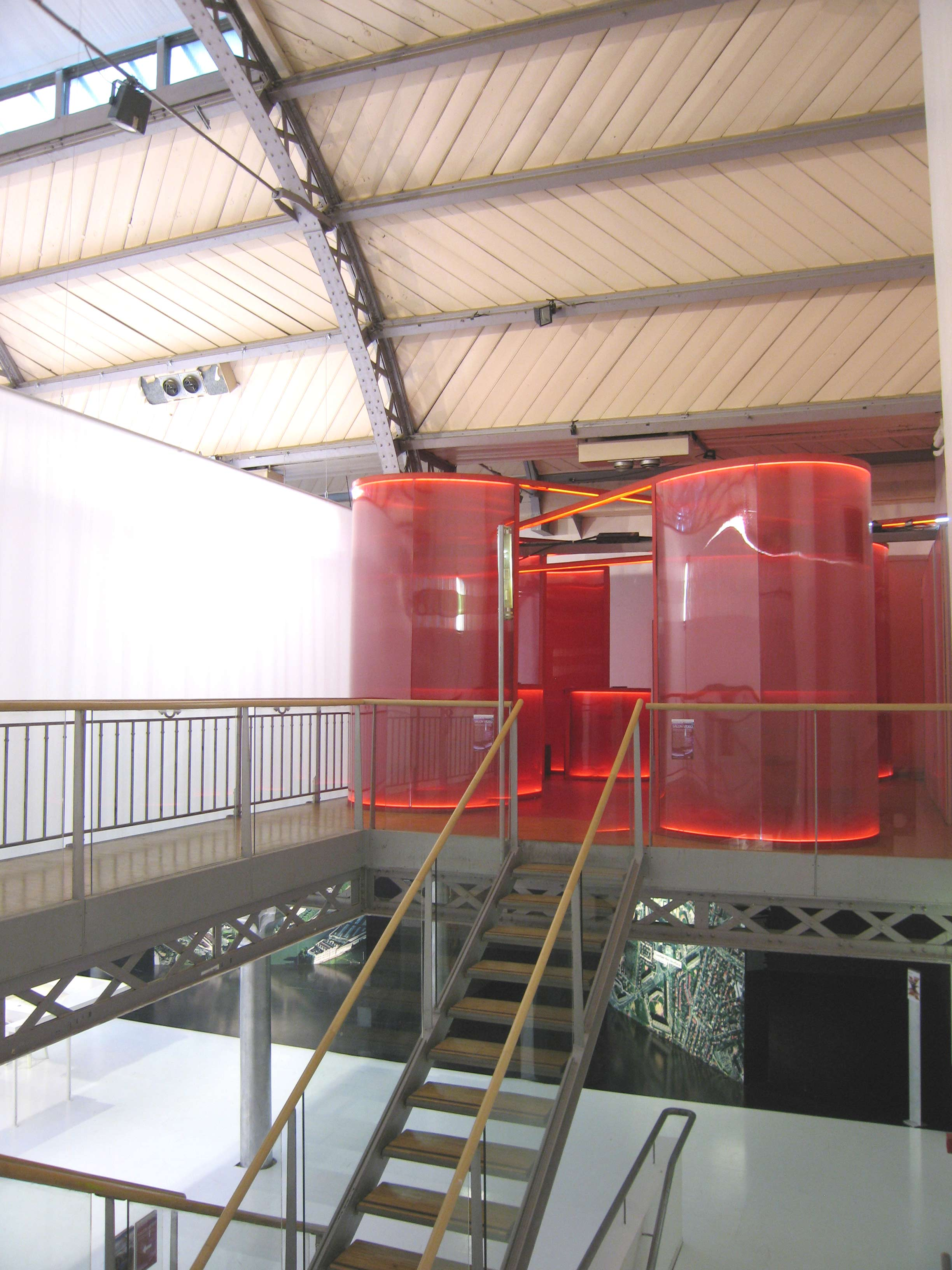
Salon vidéo.
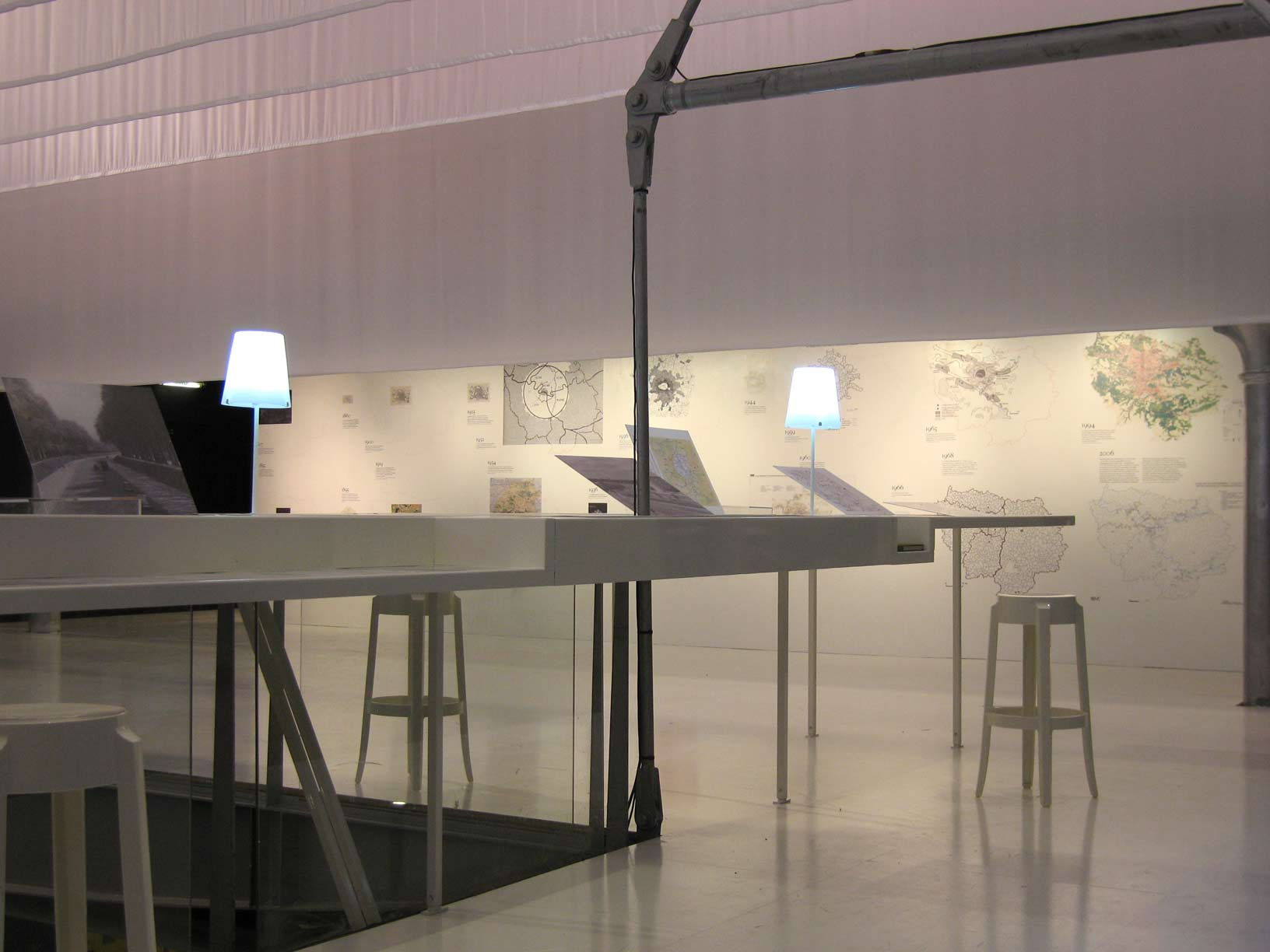
Exposition temporaire.
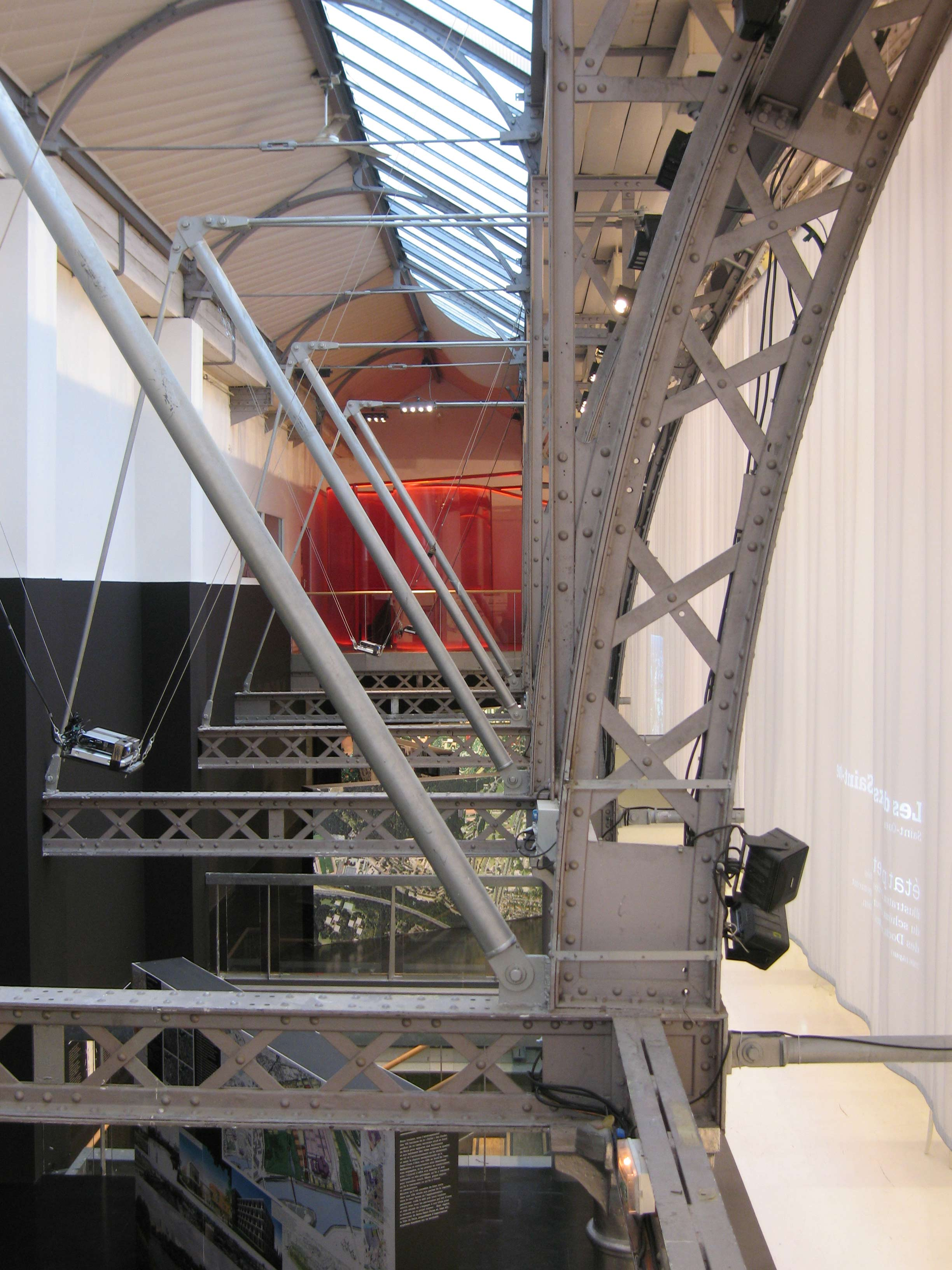
Structures du bâtiment.
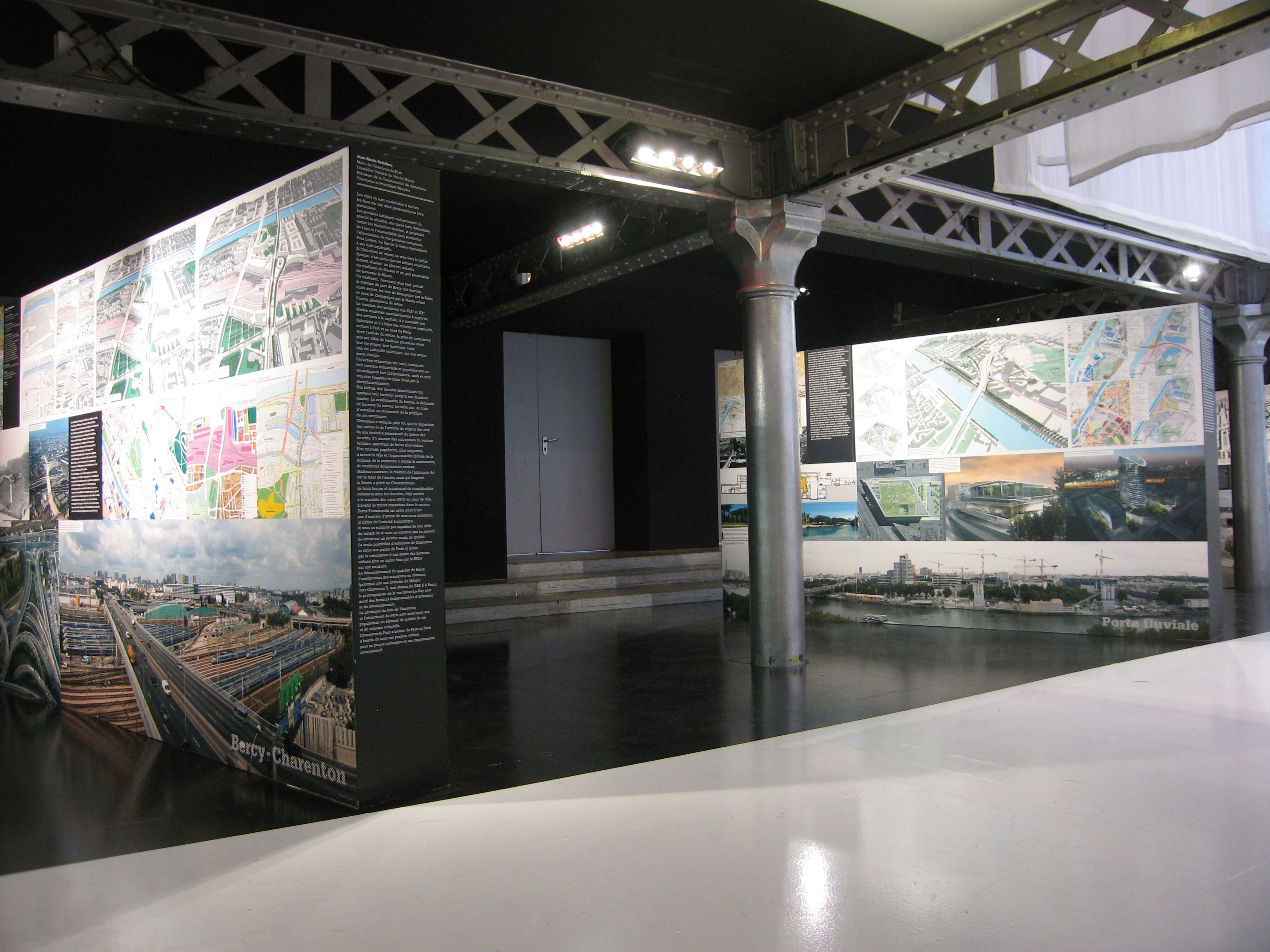
Exposition temporaire Paris en Île-de-France.
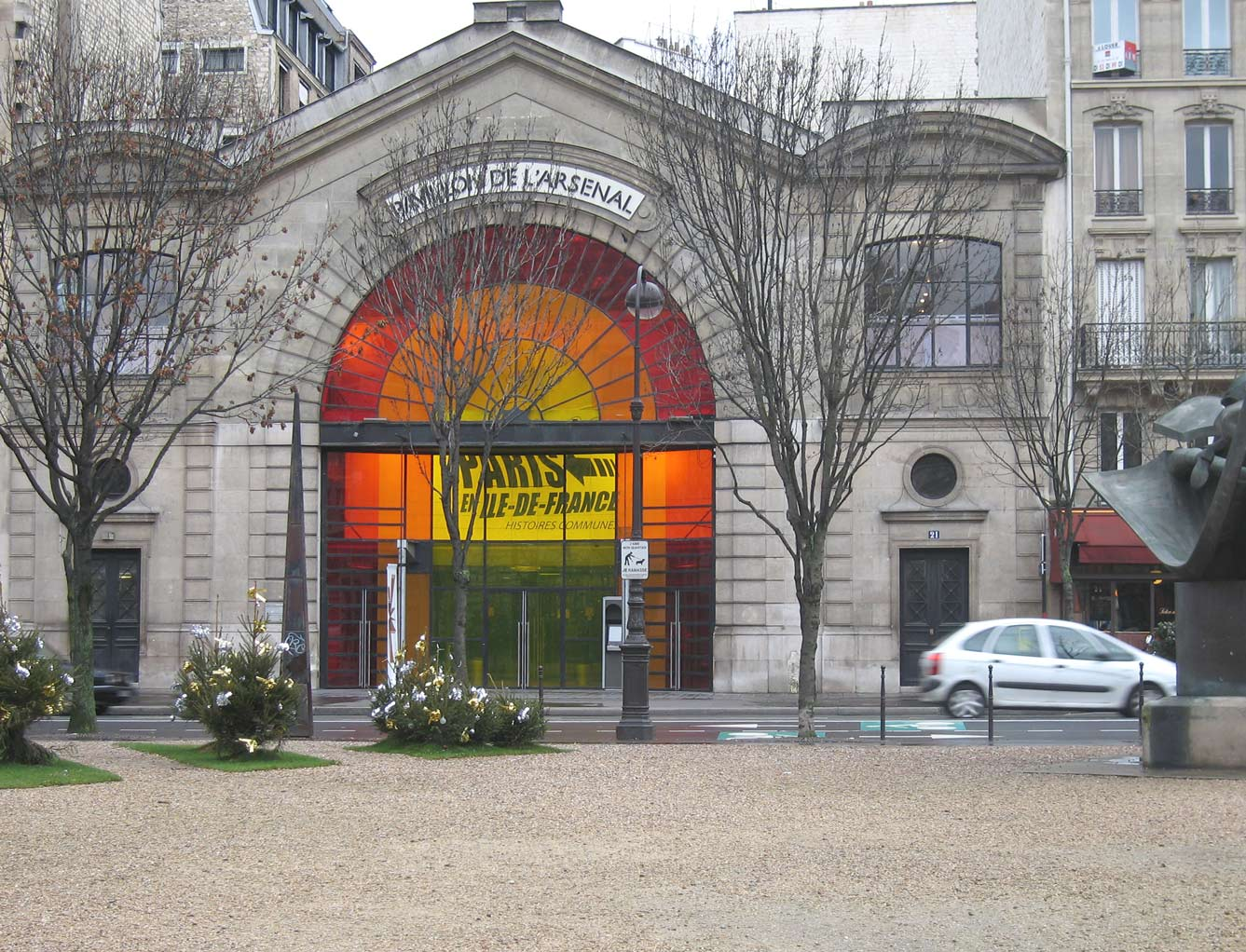
Vue extérieure du Pavillon de l'Arsenal.
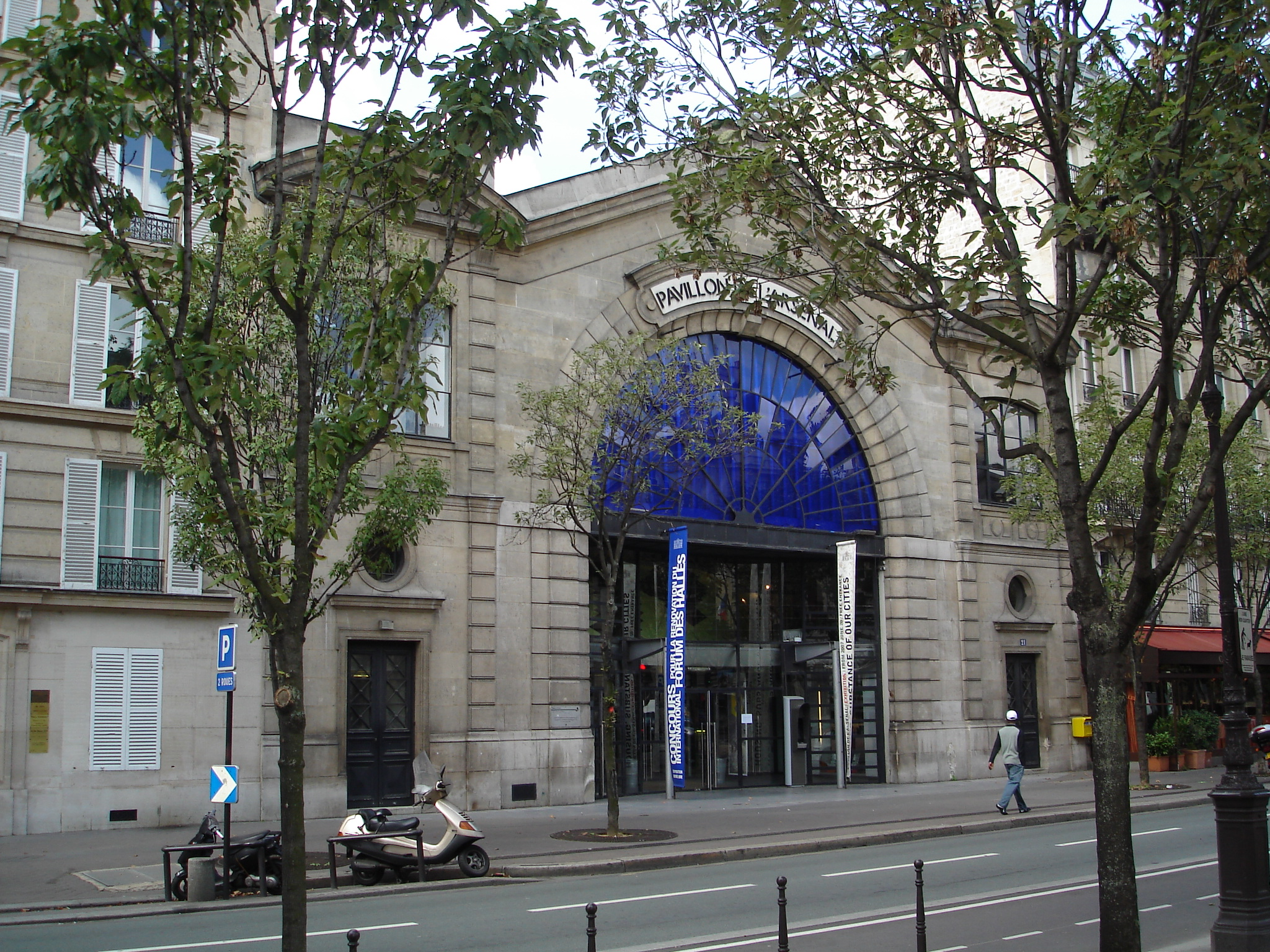
Vue extérieure du Pavillon de l'Arsenal.